# Jacques Dynam
Jacques Dynam, född Jacques André François Joseph Barbé 30 december 1923 i Montrouge, Île-de-France, död 12 november 2004 i Paris, var en fransk skådespelare.

## Roller i urval
- 1949 – Manon
- 1951 – Ensam flicka i Paris
- 1951 – Min vän Oscar
- 1951 – Natten är mitt rike
- 1956 – Brott och straff
- 1963 – Med risk för livet
- 1964 – Jag var en manlig sexbomb
- 1964 – La chasse à l'homme
- 1964 – Fantomas
- 1965 – Fantomas slår till igen
- 1966 – Den fantastiske Fantomas
- 1966 – Den stora restauranten
- 1967 – Den stora semestern
- 1967 – Yrkets risker
- 1979 – Stunder av lycka
- 1991 – Madame Bovary
- 1999 – Sommar vid Loire